# بيان الـ 1000
بيان الـ 1000 كان بيانًا وقع عليه 1000 مثقف سوري في يناير 2001، خلال ربيع دمشق، وذلك في أعقاب بيان الـ 99 السابق الذي تم في سبتمبر 2000. وكان بيان الـ 1000 أكثر تفصيلاً من البيان السابق له، وكان ينتقد فاعلية حكم الحزب الواحد الخاص بحزب البعث ويدعو إلى الديمقراطية والتعددية الحزبية مع وجود قضاء مستقل ودون تمييز ضد المرأة.

## وصلات خارجية
- Alan George, Syria: Neither Bread Nor Freedom (London: Zed Books, 2003).